# Armen Mnacakanian
Armen Siergiejewicz Mnacakanian, ros. Армен Сергеевич Мнацаканян (ur. 7 listopada 1918, zm. 1 stycznia 1991) – radziecki inżynier ormiańskiego pochodzenia. Konstruktor istotnego wyposażenia radzieckich załogowych statków kosmicznych. W latach 1953–1977 główny konstruktor i dyrektor NII-648, poprzednik istniejącego do dziś NIITP (Instytutu Naukowo-Badawczego Przyrządów Precyzyjnych). Specjalista w dziedzinie telemetrii i technologii radarowych.
Pracował m.in. nad systemem przesyłania komend dla satelity Sputnik 3, użytego potem we wszystkich misjach serii Korabl-Sputnik, a przede wszystkim nad układami radarowego i radiowego wspomagania zbliżania i dokowania dla statków Wostok i Sojuz (systemy Igła i Kurs).
Z podobnego urządzenia dla zwiadowczych satelitów Zenit-2 zrezygnowano jednak po 5 satelicie, na rzecz konstrukcji Pietielina.
Wraz ze swoim zespołem trafnie określił przyczynę nieudanej misji testowej Woschod 2.
Zwolniony ze stanowiska w 1977 po awariach systemu dokowania, konstrukcji jego ośrodka NII-648, w statkach Sojuz (przede wszystkim Sojuz 23). Decyzja o zwolnieniu została podjęta jeszcze przed przygotowaniem końcowego raportu przez komisję dochodzeniową, motywowana niewystarczającymi testami naziemnymi i wątpliwymi procedurami pomiarowymi głównych parametrów instrumentów na wszystkich etapach ich wytwarzania, testowania i pracy, co doprowadziło do niewypełnienia programu lotu misji Sojuz 23. Ministerstwo obrony podjęło pisemną decyzję o jego zwolnieniu. Będąc na poligonie 9 grudnia 1976 został pilnie wezwany do Moskwy. Dzień później spotkał się z szefem dyrektoriatu ministerstwa, który chciał, aby Mnacakanian złożył rezygnację dobrowolnie. Ponieważ odmówił, 6 stycznia 1977 minister wydał decyzję o zwolnieniu go: Za niezapewnienie prawidłowego nadzoru nad działaniami instytutu, towarzysz A. S. Mnacakanian zostaje zwolniony ze stanowiska dyrektora i głównego konstruktora NIITP.
Decyzję o zwolnieniu przyjął ciężko. Pracując jako szef laboratorium w ośrodku WNIIEM, starał się, aby oczyszczono go z zarzutów niewypełnienia obowiązków. Złożył pisemną prośbę do prezydium 26. Zjazdu Komunistycznej Partii Związku Radzieckiego o powołanie komisji śledczej, która miałaby zbadać jego pracę w NIITP. We wniosku informował także o szykanach, jakich rzekomo doświadczał ze strony Ministerstwa Ogólnego Przemysłu Maszynowego. Jednak 9 kwietnia 1981 otrzymał telefoniczną odpowiedź od Komitetu Centralnego, że w jego sprawie nie zostaną podjęte żadne działania.
Pochowany na moskiewskim cmentarzu Nowodziewiczym w kolumbarium, naprzeciwko sekcji 9.